# رمپارت-ای
رمپارت-ای اسم رمز برنامه نظارت جهانی و شنود الکترونیک مشترک است که آژانس امنیت ملی ایالات متحده آمریکا آنرا رهبری می‌کند. آرمان این برنامه، دستیابی به داده کابل‌های فیبر نوری اصلی ستون فقرات اینترنت است که در نقاط تراکم اصلی در سراسر جهان، جابجا می‌شود.
آژانس امنیت ملی با همکاری پنهانی ۳۷ کشور، از جمله ۱۷ کشور عضو اتحادیه اروپا که میزبان تجهیزات آمریکایی هستند و به آن سازمان، اجازه دسترسی به کابل‌های فیبر نوری را می‌دهند این برنامه را پیش می‌برد. در سال ۲۰۱۳ (میلادی) این برنامه به ۳ ترابیت بر ثانیه، داده در سراسر جهان دسترسی داشت. این داده، همه فناوری‌های ارتباطی، مانند صدا، دورنگار، تلکس، مودم، ایمیل، گفتگوی اینترنتی، شبکه خصوصی مجازی، صدا روی پروتکل اینترنت، و جزئیات تماس تلفنی را در بر می‌گیرد.

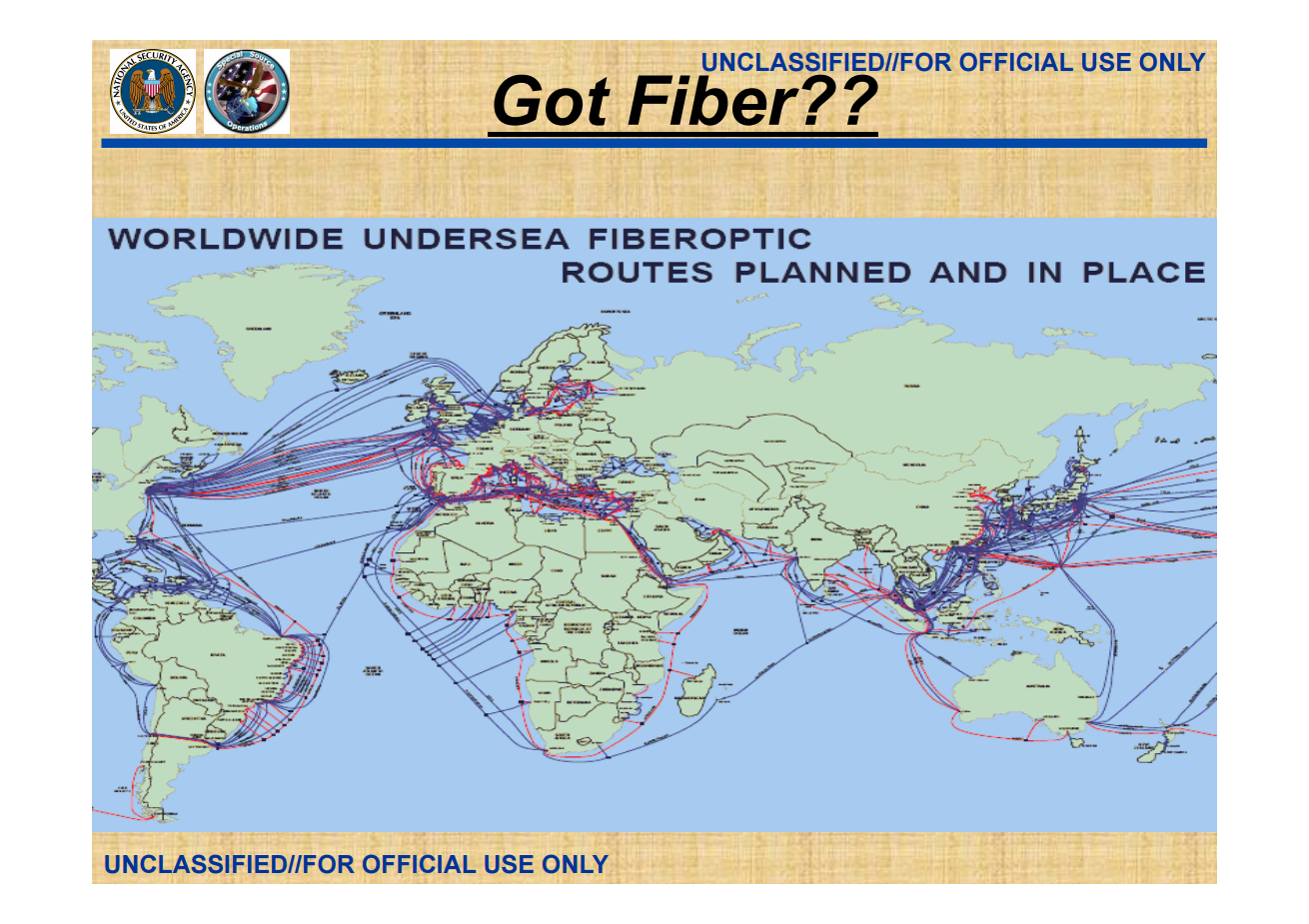
نگاره‌ای از یکی از اسلایدهای غیر طبقه‌بندی‌شده در اسناد محرمانه منتشر شده، هدف این برنامه، دستیابی به داده کایل‌های فیبر نوری است.

برای همکاری بین آژانس امنیت ملی و کشور همکار، دو شرط وجود دارد. یکی اینکه کشورهای همکار، از فناوری آژانس امنیت ملی برای گردآوری داده هیچیک از شهروندان آمریکایی استفاده نکنند. دوم اینکه آژانس امنیت ملی، با استفاده از دسترسی که کشورهای میزبان به آن سازمان داده‌اند داده شهروندان آن کشورها را گردآوری نکند. اگرچه این دو شرط، استثناهایی دارند اما آژانس امنیت ملی نمی‌گوید که این استثناها چه هستند. بر پایه ادوارد اسنودن، این توافق‌ها بین آژانس امنیت ملی و کشورهای همکار، مبهم هستند و به راحتی، دور زده می‌شوند.
این برنامه در ژوئن ۲۰۱۴ از سوی روزنامه دانمارکی دابلادت اینفورماشون (به دانمارکی: Dagbladet Information) و اینترسپت افشا شد. افشای این برنامه، بخشی از افشاگری‌های ادوارد اسنودن بود.
بر پایه خلاصه اطلاعات طبقه‌بندی‌شده آژانس امنیت ملی در سال ۲۰۱۰ (میلادی) از داده گردآوری شده رمپارت-ای در همه بخش‌های تحلیل و تولید آژانس امنیت ملی استفاده شده و تنها در سال پیش از آن (۲۰۰۹) بر پایه این برنامه، بیش از ۹۰۰۰ گزارش اطلاعاتی نوشته شده بود.
این برنامه در سال ۱۹۹۲ (میلادی) آغاز شد و بین سال‌های ۲۰۱۱ (میلادی) و ۲۰۱۳ (میلادی) ۱۷۰ میلیون دلار آمریکا هزینه داشت.
در طراحی برنامه رمپارت-ای، از برنامه ایکس‌کی‌اسکور استفاده شده است.

## همکاران
کشورهای همکار با آژانس امنیت ملی بر پایه سطح همکاری خود در اجرای رمپارت-ای به دو دسته "رده دوم" و "رده سوم" تقسیم می‌شوند.

کشورهای همکار با آژانس امنیت ملی آمریکا برای شنود دیجیتال
کشورهای رده دوم (فایو آیز)
کشورهای رده سوم

برای کشور همکار میزبان، آمریکا ابزارهای تحلیل و پردازش و تجهیزات فراهم می‌کند. یعنی این کشورهای همکار می‌توانند با استفاده از ابزارهایی که آژانس امنیت ملی برای آنها فراهم کرده، داده‌ای که به درون و بیرون از آن کشورها جریان می‌یابد را تحلیل و پردازش کنند. احتمال آن زیاد است که همه کشورهای همکار، سایت رمپارت-ای نداشته باشند. در سال ۲۰۱۳ آژانس امنیت ملی، دستکم ۱۳ سایت رمپارت-ای داشته که ۹ سایت آن، فعال بودند. ۳ تا از بزرگترین سایت‌ها AZUREPHOENIX و SPINNERET و MOONLIGHTPATH ترافیک اینترنت بیش از ۷۰ کابل یا شبکه گوناگون را گردآوری می‌کنند.

### کشورهای رده دوم
کشورهای رده دوم یا فایو آیز
- استرالیا
- کانادا
- نیوزیلند
- بریتانیا

### کشورهای رده سوم
- الجزایر
- اتریش
- بلژیک
- کرواسی
- جمهوری چک
- دانمارک
- اتیوپی
- فنلاند
- فرانسه
- آلمان
- یونان
- مجارستان
- هند
- اسرائیل
- ایتالیا
- ژاپن
- کره جنوبی
- مقدونیه شمالی
- هلند
- نروژ
- پاکستان
- لهستان
- رومانی
- عربستان سعودی
- سنگاپور
- اسپانیا
- سوئد
- تایوان
- تایلند
- تونس
- ترکیه
- امارات متحده عربی